# Lake Frome
Lake Frome / Munda är en sjö i Australien. Den ligger i delstaten South Australia, omkring 480 kilometer norr om delstatshuvudstaden Adelaide. Lake Frome / Munda ligger 1 meter över havet. Arean är 2 596 kvadratkilometer. Den sträcker sig 101,8 kilometer i nord-sydlig riktning, och 53,2 kilometer i öst-västlig riktning.
Trakten runt Lake Frome / Munda är ofruktbar med lite eller ingen växtlighet. Trakten runt Lake Frome / Munda är nära nog obefolkad, med mindre än två invånare per kvadratkilometer. Genomsnittlig årsnederbörd är 246 millimeter. Den regnigaste månaden är februari, med i genomsnitt 90 mm nederbörd, och den torraste är oktober, med 1 mm nederbörd.